# Canciones de amor en Lolita's Club
Canciones de amor en Lolita´s Club es una película española de 2007 dirigida por Vicente Aranda y protagonizada por Yohana Cobo, Héctor Colomé y Joan Crosas. Está basada en la novela de Juan Marsé y en ella Eduardo Noriega interpreta a ambos mellizos.

## Argumento
Raúl Fuentes y Valentín son dos hermanos mellizos con vidas muy diferentes. Raúl es un policía perseguido por ETA y Valentín es un discapacitado que trabaja como  chico para todo en un bar de carretera y está enamorado de una prostituta del club llamada Milena.

## Reparto
- Eduardo Noriega - Raúl/Valentín
- Flora Martínez - Milena
- Lara de Miguel - Bárbara
- Yohana Cobo - Djasmina
- Irene Escolar - Jeniffer